# Campeonato Tocantinense 1999
In 1999 werd het zevende Campeonato Tocantinense gespeeld voor clubs uit de Braziliaanse staat Tocantins. De competitie werd georganiseerd door de FTF en werd gespeeld van 11 september tot 18 december. Interporto werd kampioen.
Paraíso werd na zes speeldagen uit de competitie gezet omdat spelers blessures faketen tijdens een wedstrijd op de vijfde speeldag tegen Tocantinópolis, de overblijvende wedstrijden werden als een 0-1 nederlaag aangerekend. 

## Eerste fase
| Plaats | Club           | Wed. | W | G | V  | Saldo | Ptn. |
| ------ | -------------- | ---- | - | - | -- | ----- | ---- |
| 1.     | Interporto     | 10   | 7 | 1 | 2  | 24:8  | 22   |
| 2.     | Palmas         | 10   | 7 | 1 | 2  | 18:7  | 22   |
| 3.     | Tocantinópolis | 10   | 7 | 1 | 2  | 13:8  | 22   |
| 4.     | Clube dos XXX  | 10   | 4 | 2 | 4  | 17:19 | 14   |
| 5.     | Paraíso        | 10   | 2 | 1 | 7  | 4:10  | 7    |
| 6.     | Intercap       | 10   | 0 | 0 | 10 | 3:27  | 0    |

|  | Geplaatst voor tweede toernooi |
|  | Uitgesloten                    |

## Tweede fase
|  | Halve finale   | Halve finale   | Halve finale |       |            | Finale | Finale | Finale |
|  |                |                |              |       |            |        |        |        |
|  | Clube dos XXX  | 3              | 0            |       |            |        |        |        |
|  | Interporto     | 1              | 5            |       |            |        |        |        |
|  | Interporto     | 1              | 5            |       | Interporto | 2      | 0 (4)  |        |
|  |                |                |              |       | Interporto | 2      | 0 (4)  |        |
|  |                | Tocantinópolis | 0            | 2 (3) |            |        |        |        |
|  | Tocantinópolis | Tocantinópolis | 0            | 2 (3) | 2          | 0      |        |        |
|  | Tocantinópolis |                |              |       | 2          | 0      |        |        |
|  | Palmas         | 0              | 0            |       |            |        |        |        |

### Kampioen
| Campeonato Tocantinense de 1999 |
| Tocantins                       |
| ------------------------------- |
| INTERPORTO Kampioen (1° titel)  |